# Nazhiim Harman
Nazhiim Harman (* 2. März 1999 in Singapur), mit vollständigen Namen Muhammad Nazhiim Bin Harman, ist ein singapurischer Fußballspieler.

## Karriere
Nazhiim Harman erlernte das Fußballspielen in der National Football Academy. Seinen ersten Vertrag unterschrieb er am 25. Februar 2018 bei den Young Lions. In der Elf spielen U23-Nationalspieler und auch Perspektivspieler. Ihnen soll die Möglichkeit gegeben werden, Spielpraxis in der ersten Liga, der Singapore Premier League, zu sammeln. Für die Lions absolvierte er sechs Erstligaspiele. Anfang 2019 wechselte er für zwei Jahre zum GFA Victoria FC. Im Februar 2021 kehrte er zu den Young Lions zurück. Nach einem Jahr und fünf Ligaspielen wechselte er im Januar 2022 zum Ligarivalen Hougang United. Am 19. November 2022 stand er mit Hougang im Finale des Singapore Cup. Das Finale gegen die Tampines Rovers gewann man mit 3:2. Nach einer Saison und 15 Erstligaspielen wechselte er zu Beginn der Saison 2023 zum Ligakonkurrenten Geylang International.

## Erfolge
Hougang United
- Singapore Cupsieger: 2022